# Baarův park
Baarův park je park mezi budovami podél ulic Baarova a Želetavská v Praze-Michli. Dále jej ohraničuje ulice Telčská na východě a zástavba na západě. Výstavba parku byla zahájena na jaře roku 2010 a ještě v červenci téhož roku byl park otevřen veřejnosti.

## Charakteristika
Park byl otevřen v roce 2010, náklady na něj činily 32 milionů korun. Při otevření v něm bylo vysazeno 180 stromů, přibližně 800 keřů, a mnoho cibulek a trvalek které tvoří záhony. Park obsahuje vodní prvky v podobě kaskády s vodotrysky a fontánu s nádrží přes kterou vede lávka. Dále park obsahuje: lavičky, hřiště na pétanque, houpačku, knihobudku a pítko.